# Home Movies (video)
Home Movies è l'unico video dei Pennywise. È stato pubblicato nel 1995 in VHS e ripubblicato in DVD nel 2004. Prima del 2004, non era stato disponibile in alcun formato dal 1997.
Il video contiene 9 capitoli: il tour nei Paesi Bassi nel 1993, i fan, sviluppi, tour e lavori sugli album.